# Социјално право
Социјално право је скуп правних прописа и норми којима се регулише социјална безбедност особа или угрожених група. Социјалним правом се утврђује садржина социјалноправног односа, титулар права, услови за стицање права, као и извори обезбеђења материјалних средстава.